# فرانسيسكو بيزيني
فرانسيسكو بيزيني (بالإسبانية: Francisco Pizzini) (19 سبتمبر 1993 بباهيا بلانكا في الأرجنتين - ) هو لاعب كرة قدم أرجنتيني في مركز الوسط. لعب مع أوليمبو وإنديبندينتي.

## وصلات خارجية
- فرانسيسكو بيزيني على موقع قاعدة بيانات كرة القدم.إي يو (الإنجليزية)
- فرانسيسكو بيزيني على موقع Soccerway.com (الإنجليزية)